# Szfalerit
A szfalerit (cink-vas-szulfid) cinktartalmú szabályos kristályrendszerű a II. Szulfidok és rokon vegyületek ásványosztályon belül az önálló szfaleritcsoport ásványegyüttes tagja. 12 lapból álló rombdodekaéder és a tetraéderes kristályforma a jellemző előfordulása. Vaskos, tömeges kifejlődése is gyakori. Színe a vastartalom növekedésével sötétebbé válik. A 20%-ot meghaladó vastartalom esetén az elnevezése: marmatit. A legfontosabb cinkércásvány. A kadmium (Cd), gallium (Ga) és indium (In) kinyerése is gyakran szfaleritből történik, mert nyomelemként tartalmazza ezeket az elemeket is.
Neve a görög szfalerosz (σφαλερὀς = csaló) szóból származik, ugyanis hasonlít a galenithez, de ólmot nem lehet belőle előállítani.
A 2018-as év ásványa címre jelölték, a fluorit és a kalcit mellett. A címet a fluorit nyerte el.

## Kémiai és fizikai tulajdonságai
- Képlete: (Zn,Fe)S.
- Szimmetriája: a köbös kristályrendszerben, több tengely és lapszimmetriája létezik.
- Sűrűsége: 3,9-4,2 g/cm³.
- Keménysége: 3,5-4,0 (a Mohs-féle keménységi skála szerint).
- Hasadása: kitűnően hasad a lapok mentén.
- Színe: sárga, szürkésbarna, vörös, néha fekete, ekkor marmatitnak nevezik. A sárga átlátszó változatot klejofánnak hívják
- Fénye: gyémánt vagy gyantafényű.
- Átlátszósága: gyengén áttetsző vagy opak.
- Pora: világosbarna.
- Elméleti cinktartalma: 67,0%.
- Tartalmazhat még: 25,0% Fe (vasat) és 1,7% Cd (kadmiumot).

## Keletkezése
Hidrotermás eredetűen a leggyakoribb, különböző érctelepekben. Keletkezése során a mélyből feltörő oldatok átitatják a környező kőzetféleségeket, azokat átalakítják. Üledékes képződése is előfordul.
Hasonló ásvány: a fakóércek, tetraedrit, kassziterit, volframit.

## Előfordulásai
Gyakran előforduló cinkércfajta, melynek telepszerű előfordulásai nagy mennyiségben találhatók A volt Jugoszláviában Trepča térségében. Erdélyben Kapnikbányán. Csehországban Příbram környékén. Szlovákiában Selmecbánya (Banská Štiavnica) bányáiban. Ausztria területén Bleibergben és a Keleti-Alpokban. Olaszországban Szardínia szigetén. Oroszországban az Urál hegységben és Kelet-Szibériában, az Amerikai Egyesült Államokban Montana, Kansas, Missouri és Oklahoma szövetségi államok területén. Kanadában Sullivan környékén. Bolívia bányáiban találhatóak gazdag érctelepei.

## Előfordulásai Magyarországon
Nagyobb mennyiségben Recsken és Gyöngyösoroszi bányáiban bányászták, Recsken a megkutatott de felhagyott mélyszinti ércesedésben is előfordul. A Velencei-hegységben, ahol az utóvulkanikus környezetben több helyen előfordul, így Nadapon és Pátkán, ahol bányászták is, de a bányászat gazdaságtalansága miatt a termelést beszüntették. Telkibánya és Rudabánya bányaüzemeiben is termeltek szfaleritet. Gánton a bauxitban találtak finoman hintve kristályait. De találtak a Börzsönyben is.

## Kísérő ásványok
Pirit, kalkopirit, galenit.

## Képek

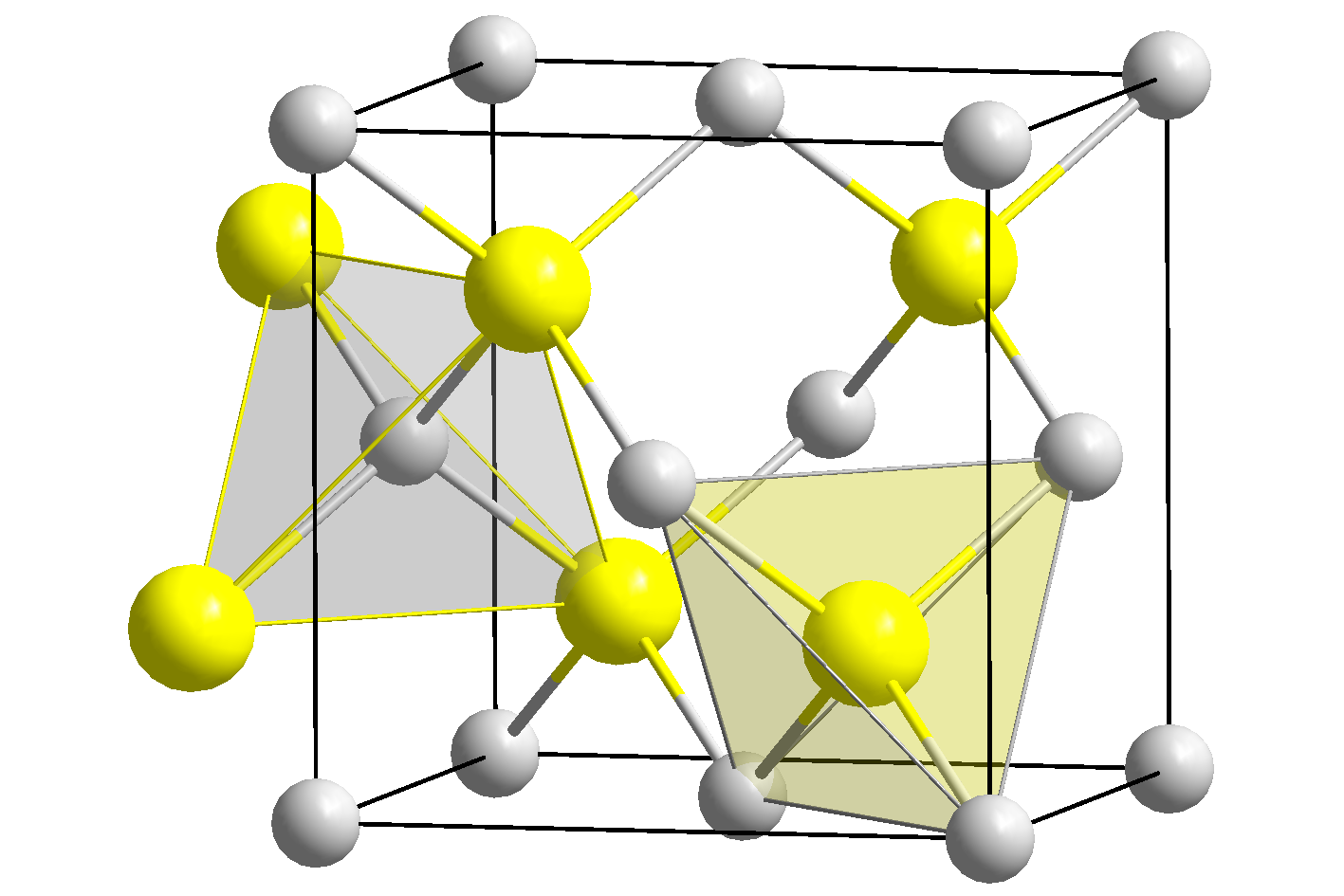
A szfalerit köbös elemi cellája
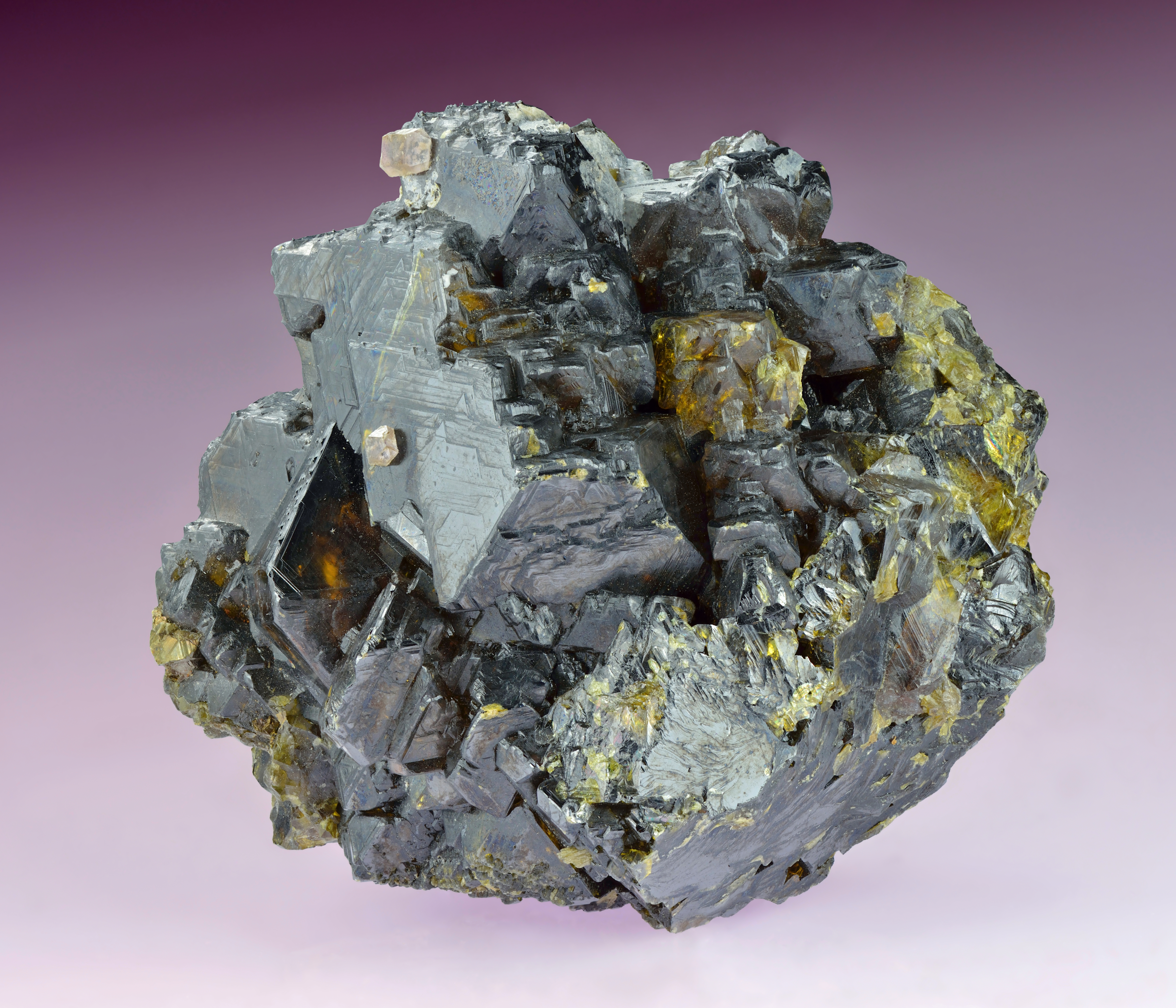
Szfalerit (Iron Cap bánya, Graham, Arizona, Amerikai Egyesült Államok)
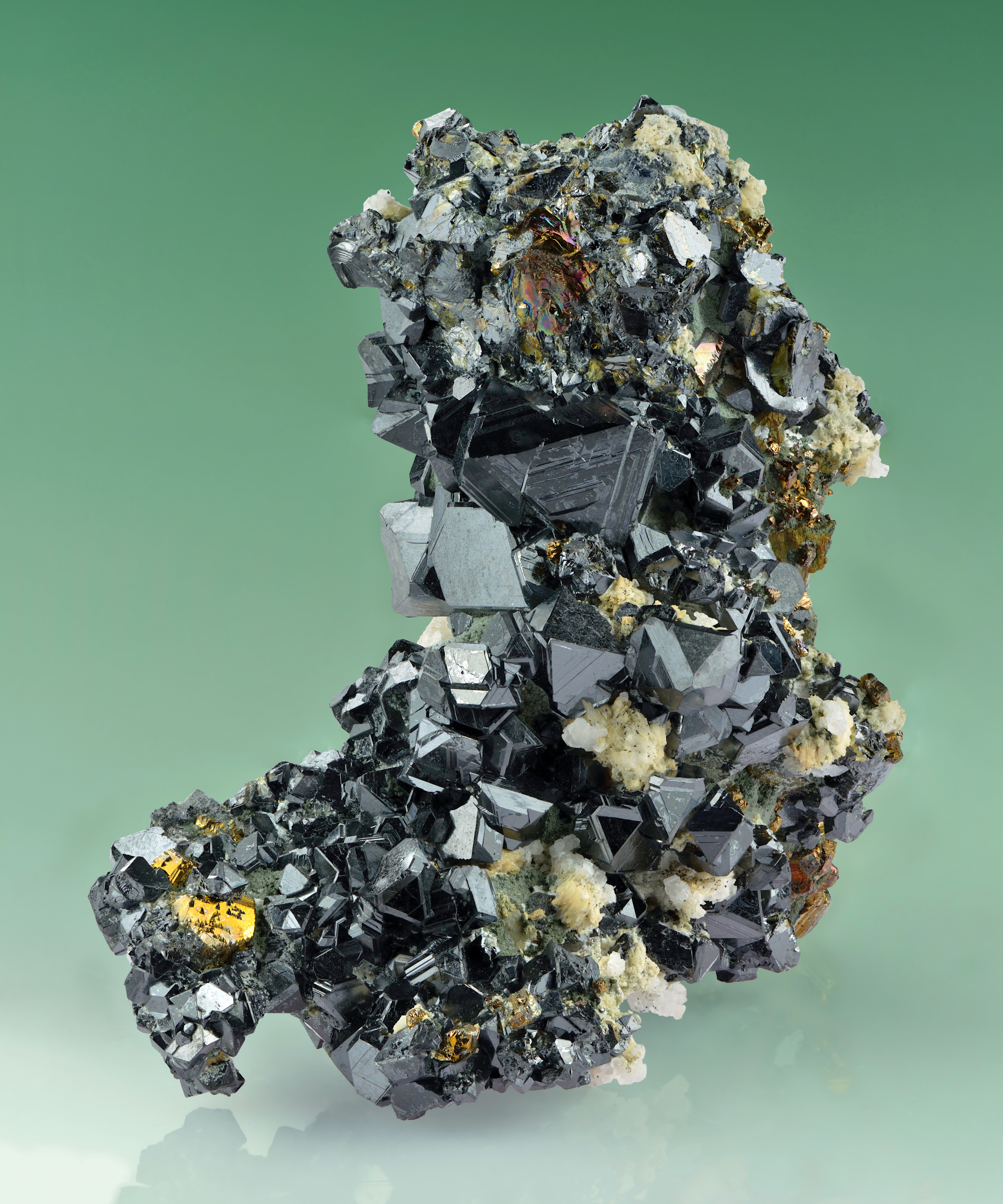
Szfalerit kalcittal és kalkopirittel (Creede, Colorado, Amerikai Egyesült Államok)
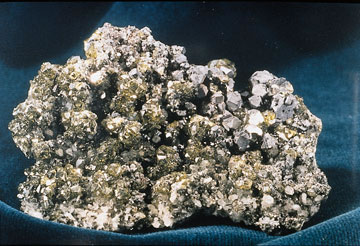
Tömeges kifejlődésű szfalerit